# Eric Lutes
Eric Lutes (nascido em 19 de agosto de 1962) é um ator estadunidense, conhecido por seus papéis como Del Cassidy sobre Caroline in the City , Jerry Stanton nos Objetivos de comutação e Jake Carlson em Gêmeas em Apuros, ambos estrelados por Mary-Kate Olsen e Ashley Olsen. Sua carreira começou com vários pontos comerciais. Ele então se mudou para Nova York e apareceu em muitas produções da off-Broadway antes de finalmente fazer a mudança para Los Angeles , onde ele conseguiu o papel em Caroline in the City . Ele também interpretou o gerente da estação KACL, Tom Duran na segunda temporada de Frasier e já apareceu vários filmes de TV.
Lutes nasceu em Woonsocket em Rhode Island e criado em Charlestown em Rhode Island , ele é filho de Claire,  uma astróloga e enfermeira psiquiátrica e Lutes John um artista.  Ele fazia parte da Chariho Regional High School, onde ele fazia parte da equipe de atletismo. Ele também co-estrelou em The Suite Life of Zack & Cody como Harry O'Neal.
Em 2010 fez uma participação na série House MD no episódio "Verdades Não Ditas" na 6ª temporada.

## Ligações Externas
- Eric Lutes. no IMDb.